# Pannus (nube)
Pannus o nubes scud son un tipo de nube fractus que tienden a formarse cerca de la superficie, tienen una apariencia irregular y rasgada. Se encuentran bajo nubes de precipitacion como vienen siendo las nimbostratus, altostratus, cumulonimbus, y a veces, los cumulus. Cuando estas nubes están en la corriente descendiente del sistema de lluvia, se pueden mover más rápido que la tormenta misma, si la nube de precipitacion que produce a los pannus desaparece, no se podrían distinguir de una nube cumulus fractus de tiempo estable. 
Cuando se forman en el área de corriente ascendiente de una nube de precipitación, tienden a moverse hacia arriba

## Formación
La formación de nubes pannus tienen varias causas, por ejemplo, las nubes pannus se pueden formar cuándo pequeñas partes o todo el aire de una corriente ascendiente de una tormenta se condensa, debido a que esta húmedo, otro mecanismo es que el aire de una corriente descendiente fuerza al aire cálido y húmedo presenté a subir, lo cual hace qué sé condense, este mismo mecanismo causa las cumulonimbus arcus

## Pronóstico
Ver nubes pannus indica la presencia de una nube cumulonimbus o nimbostratus, lo cual indica que puede que caiga precipitación.
- Datos: Q109924058